# Protodiaspis agrifoliae
Protodiaspis agrifoliae är en insektsart som beskrevs av Essig 1914. Protodiaspis agrifoliae ingår i släktet Protodiaspis och familjen pansarsköldlöss. Inga underarter finns listade i Catalogue of Life.